# Jacinto de Lariz
Jacinto de Láriz y Villodas (o Jacinto de Laris), conocido como "El Loco", fue el décimo gobernador de Buenos Aires, entre 1646 y 1653. Fue caballero de la Orden de Santiago, con grado militar de maestre de campo del rey.

## Biografía

### Gobernador del Río de la Plata (1646-1653)
Poco tiempo después de haber llegado a Buenos Aires, comenzó a entrar por distintos motivos en conflicto con el obispo de Buenos Aires, fray Cristóbal de la Mancha y Velazco, lo que lo llevó a elevar un informe sobre la locura del gobernador a la Audiencia de Charcas, el más alto tribunal de la Corona de España con jurisdicción en esas tierras. Tras esto, Jacinto desalojó violentamente y clausuró un seminario que la iglesia había abierto sin la autorización del gobernador, que era necesaria en ese entonces.
En el año 1649 propone el escudo de armas de la ciudad, mandando acuñar un escudo que diferiría con el expuesto por Don Juan de Garay en el año 1580. El mismo se traería de un escudo con corte español donde figuran una paloma radiante sobre un río, y se puede ver un ancla donde sobresale una uña.
Jacinto de Láriz, participa como empresario en el contrabando con el Brasil, aparte de otros delitos, se le confiscaron bienes y se lo castigó con fuertes multas, destierro y privación perpetua del oficio.